# Erycibe
Erycibe,  biljni rod iz porodice slakovki smješten u vlastiti tribus Erycibeae, dio potporodice Convolvuloideae. Pripada mu 72 vrste, uglavnom lijana raširenih po suptropskoj i tropskoj Aziji i sjevernoj Australiji.
Tipična vrstas je lijana Erycibe paniculata, konja je autohton a u Indiji, Šri Lanki, Bangladešu, Andamanima i Nikobarima. Rod je opisan u Plants of the Coast of Coromandel 2: 31, pl. 159. 1798[1802].

## Vrste
1. Erycibe aenea Prain
2. Erycibe albida Prain
3. Erycibe beccariana Hoogland
4. Erycibe borneensis (Merr.) Hoogland
5. Erycibe brassii Hoogland
6. Erycibe brunneopilosa Kochaiph. & Utteridge
7. Erycibe bullata Ridl. ex Hoogland
8. Erycibe carrii Hoogland
9. Erycibe citriniflora Griff.
10. Erycibe clemensiae Ooststr.
11. Erycibe coccinea (Bailey) Hoogland
12. Erycibe cochinchinensis Gagnep.
13. Erycibe coriacea Wall.
14. Erycibe crassipes Ridl. ex Hoogland
15. Erycibe crassiuscula Gagnep.
16. Erycibe elliptilimba Merr. & Chun
17. Erycibe expansa Wall. ex G. Don
18. Erycibe festiva Prain
19. Erycibe floribunda Pilg
20. Erycibe forbesii Prain
21. Erycibe glaucescens Wall. ex Choisy
22. Erycibe glomerata Blume
23. Erycibe grandiflora Adelb. ex Hoogland
24. Erycibe grandifolia Merr. ex Hoogland
25. Erycibe griffithii C. B. Clarke
26. Erycibe hainanensis Merr.
27. Erycibe hellwigii Prain
28. Erycibe henryi Prain
29. Erycibe hollrungii Hoogland
30. Erycibe impressa Hoogland
31. Erycibe induta Pilg
32. Erycibe kinabaluensis Hoogland
33. Erycibe laurifolia D. G. Long
34. Erycibe leucoxyloides King ex Ridl.
35. Erycibe macrophylla Hallier fil.
36. Erycibe magnifica Prain
37. Erycibe maingayi C. B. Clarke
38. Erycibe malaccensis C. B. Clarke
39. Erycibe micrantha Hallier fil.
40. Erycibe myriantha Merr.
41. Erycibe nitidula Pilg
42. Erycibe obtusifolia Benth.
43. Erycibe oligantha Merr. & Chun
44. Erycibe paniculata Roxb.
45. Erycibe papuana Wernham
46. Erycibe pedicellata Ridl. ex Hoogland
47. Erycibe praecipua Prain
48. Erycibe puberula Hoogland
49. Erycibe ramiflora Hallier fil.
50. Erycibe ramosii Hoogland
51. Erycibe rheedei Blume
52. Erycibe sangiheensis Kochaiph. & Utteridge
53. Erycibe sapotacea Hallier fil. & Prain ex Prain
54. Erycibe sargentii Merr.
55. Erycibe schlechteri Pilg
56. Erycibe schmidtii Craib
57. Erycibe sericea Hoogland
58. Erycibe sinii F. C. How
59. Erycibe stapfiana Prain
60. Erycibe stenophylla Hoogland
61. Erycibe strigosa Prain
62. Erycibe subglabra Scheff. ex Hoogland
63. Erycibe subsericea Hoogland
64. Erycibe subspicata Wall.
65. Erycibe sumatrensis Merr.
66. Erycibe terminaliflora Elmer
67. Erycibe timorensis Hallier fil. ex Hoogland
68. Erycibe tixieri Deroin
69. Erycibe tomentosa Blume
70. Erycibe trichocarpa Kochaiph. & Utteridge
71. Erycibe villosa Forman
72. Erycibe zippelii Hoogland

## Sinonimi
- Catonia Vahl; Skrivt. Nat. Hist. Selsk. Kiobenb. 6: 98 (1810)
- Erimatalia Roem. & Schult.; Syst. 5: 27 (1819)
- Fissipetalum Merr.; J. Straits Branch Roy. Asiat. Soc. 85: 168 (1922)